# Llista de monuments de Peralada
Llista de monuments de Peralada inclosos en l'Inventari del Patrimoni Arquitectònic Català per al municipi de Peralada (Alt Empordà). Inclou els inscrits en el Registre de Béns Culturals d'Interès Nacional (BCIN) amb la classificació de monuments històrics i els Béns Culturals d'Interès Local (BCIL) de caràcter arquitectònic.
| Monument                                                               | Protecció    | Estil/època                              | Localització                                                                          | Coordenades                                          | Codi?         | Imatge |
| ---------------------------------------------------------------------- | ------------ | ---------------------------------------- | ------------------------------------------------------------------------------------- | ---------------------------------------------------- | ------------- | --- |
| Claustre de Sant Domènec                                               | BCIN 172-MH  | Romànic XIII                             | Peralada Pl. de Sant Domènec                                                          | 42° 18′ 26″ N, 3° 00′ 30″ E / 42.30719°N,3.008338°E  | RI-51-0000575 | Claustre de Sant Domènec (Peralada) · Vegeu més fotos d'aquest monument · Carregueu una nova foto d'aquest monument                                |
| Restes de muralles                                                     | BCIN 1219-MH | Obra popular X, XIII, XIX Mitjan         | Peralada C. Sant Sebastià, c. Sota Muralla, c. les Monges                             | 42° 18′ 33″ N, 3° 00′ 27″ E / 42.30915°N,3.007362°E  | RI-51-0006024 | Restes de muralles (Peralada) · Vegeu més fotos d'aquest monument · Carregueu una nova foto d'aquest monument                                      |
| Castell Palau de Peralada                                              | BCIN 1220-MH | Gòtic, renaixement XIV, XVI, XIX Mitjan  | Peralada C. Sant Joan                                                                 | 42° 18′ 28″ N, 3° 00′ 40″ E / 42.307755°N,3.011141°E | RI-51-0006023 | Castell Palau de Peralada (Peralada) · Vegeu més fotos d'aquest monument · Carregueu una nova foto d'aquest monument                               |
| Castell de Vallgornera, Can Modest de les Torres                       | BCIN 1221-MH | Obra popular, romànic XIII, XVIII        | Peralada Veïnat de Vallgornera                                                        | 42° 18′ 20″ N, 3° 02′ 03″ E / 42.305552°N,3.034124°E | RI-51-0006025 | Castell de Vallgornera (Peralada) · Vegeu més fotos d'aquest monument · Carregueu una nova foto d'aquest monument                                  |
| Murs medievals a Vilanova de la Muga                                   | BCIN 1222-MH | Obra popular XV                          | Peralada C. Castelló, Vilanova de la Muga                                             | 42° 16′ 47″ N, 3° 02′ 33″ E / 42.279584°N,3.042598°E | RI-51-0006026 | Murs medievals a Vilanova de la Muga (Peralada) · Vegeu més fotos d'aquest monument · Carregueu una nova foto d'aquest monument                    |
| Mas de les Torres, el Castell de Vilanova, Can Tarrés                  | BCIN 1223-MH | Obra popular Medieval, XVII              | Peralada C. Nou                                                                       | 42° 16′ 53″ N, 3° 02′ 38″ E / 42.281407°N,3.043835°E | RI-51-0006027 | Mas de les Torres (Peralada) · Vegeu més fotos d'aquest monument · Carregueu una nova foto d'aquest monument                                       |
| Capella de Sant Amanç                                                  |              | Obra popular XVI-XVII                    | Peralada Veïnat de Morassac, al marge de la GIP-6021                                  | 42° 19′ 51″ N, 3° 00′ 01″ E / 42.33084°N,3.00025°E   | IPA-19904     | Carregueu una nova foto d'aquest monument |
| Nucli de Peralada                                                      |              | Obra popular Medieval, XIV, XVI          | Peralada                                                                              | 42° 18′ 29″ N, 3° 00′ 28″ E / 42.308060°N,3.007799°E | IPA-19959     | Nucli de Peralada · Vegeu més fotos d'aquest monument · Carregueu una nova foto d'aquest monument                                                  |
| Antigues dependències monàstiques del convent del Carme                |              | Gòtic, historicisme XIV, XIX             | Peralada Pl. del Carme                                                                | 42° 18′ 27″ N, 3° 00′ 35″ E / 42.3075°N,3.009722°E   | IPA-19960     | Antigues dependències monàstiques del convent del Carme (Peralada) · Vegeu més fotos d'aquest monument · Carregueu una nova foto d'aquest monument |
| Església del Carme                                                     |              | Gòtic, historicisme XIV, XIX Mitjan      | Peralada Pl. del Carme                                                                | 42° 18′ 28″ N, 3° 00′ 34″ E / 42.307719°N,3.009382°E | IPA-19961     | Església del Carme (Peralada) · Vegeu més fotos d'aquest monument · Carregueu una nova foto d'aquest monument                                      |
| Església parroquial de Sant Martí                                      |              | Romànic, obra popular X, XVIII           | Peralada Pl. de l'Església                                                            | 42° 18′ 30″ N, 3° 00′ 30″ E / 42.308376°N,3.008460°E | IPA-19967     | Església parroquial de Sant Martí (Peralada) · Vegeu més fotos d'aquest monument · Carregueu una nova foto d'aquest monument                       |
| Plaça Gran, plaça Major                                                |              | Obra popular XIV                         | Peralada Pl. Gran                                                                     | 42° 18′ 29″ N, 3° 00′ 28″ E / 42.308024°N,3.007763°E | IPA-19969     | Plaça Gran (Peralada) · Vegeu més fotos d'aquest monument · Carregueu una nova foto d'aquest monument                                              |
| Habitatge Casa Ramon Muntaner                                          |              | Gòtic, obra popular XIV                  | Peralada Pl. Major, 3                                                                 | 42° 18′ 28″ N, 3° 00′ 27″ E / 42.307912°N,3.007581°E | IPA-19970     | Habitatge Casa Ramon Muntaner (Peralada) · Vegeu més fotos d'aquest monument · Carregueu una nova foto d'aquest monument                           |
| Casa Avinyó, Casa del Marquès de Camps                                 |              | Barroc XVIII                             | Peralada Pl. Sant Domènec                                                             | 42° 18′ 26″ N, 3° 00′ 28″ E / 42.307160°N,3.007744°E | IPA-19972     | Casa Avinyó (Peralada) · Vegeu més fotos d'aquest monument · Carregueu una nova foto d'aquest monument                                             |
| Capella de Sant Sebastià                                               |              | Obra popular XVIII                       | Peralada Ctra. de Figueres                                                            | 42° 18′ 20″ N, 3° 00′ 30″ E / 42.305431°N,3.008332°E | IPA-19973     | Capella de Sant Sebastià (Peralada) · Vegeu més fotos d'aquest monument · Carregueu una nova foto d'aquest monument                                |
| Església de Sant Joan Sescloses                                        |              | Preromànic, romànic VIII, X, XVII, XVIII | Peralada Antic camí de Vilanova de la Muga a Castelló d'Empúries, Sant Joan Sescloses | 42° 16′ 42″ N, 3° 04′ 20″ E / 42.278304°N,3.072145°E | IPA-19974     | Església de Sant Joan Sescloses (Peralada) · Vegeu més fotos d'aquest monument · Carregueu una nova foto d'aquest monument                         |
| Capella de Sant Nazari de les Olives                                   |              | Romànic XII                              | Peralada Veïnat de les Olives                                                         | 42° 19′ 20″ N, 2° 59′ 43″ E / 42.322196°N,2.995410°E | IPA-19976     | Capella de Sant Nazari de les Olives (Peralada) · Vegeu més fotos d'aquest monument · Carregueu una nova foto d'aquest monument                    |
| Església parroquial de Santa Eulàlia                                   |              | Romànic X, XII, XVI                      | Peralada Pl. de l'Església, Vilanova de la Muga                                       | 42° 16′ 48″ N, 3° 02′ 34″ E / 42.280138°N,3.042694°E | IPA-19978     | Església parroquial de Santa Eulàlia (Peralada) · Vegeu més fotos d'aquest monument · Carregueu una nova foto d'aquest monument                    |
| La Costa de les Monges                                                 |              | Romànic X                                | Peralada C. de les Monges                                                             | 42° 18′ 31″ N, 3° 00′ 28″ E / 42.308727°N,3.007902°E | IPA-19980     | La Costa de les Monges (Peralada) · Vegeu més fotos d'aquest monument · Carregueu una nova foto d'aquest monument                                  |
| Creu commemorativa                                                     |              | Obra popular XX Mitjan                   | Peralada C. del Relliquer                                                             | 42° 18′ 40″ N, 3° 00′ 38″ E / 42.31102°N,3.01053°E   | IPA-30619     | Creu commemorativa (Peralada) · Vegeu més fotos d'aquest monument · Carregueu una nova foto d'aquest monument                                      |
| Pont de ferro                                                          |              | Arquitectura del ferro XX                | Peralada C. Sota Muralla                                                              | 42° 18′ 42″ N, 3° 00′ 29″ E / 42.311780°N,3.007969°E | IPA-37895     | Pont de ferro (Peralada) · Vegeu més fotos d'aquest monument · Carregueu una nova foto d'aquest monument                                           |
| Búnquers de Morassac                                                   |              | Obra popular XX Mitjan                   | Peralada Veïnat del Morassac, a tocar la GIP-6021                                     | 42° 20′ 18″ N, 2° 59′ 50″ E / 42.338265°N,2.997187°E | IPA-38681     | Búnquers de Morassac (Peralada) · Vegeu més fotos d'aquest monument · Carregueu una nova foto d'aquest monument                                    |
| Convent de Sant Bartomeu de Bell-lloc                                  |              | Historicisme, obra popular XVIII, XIX    | Peralada Pl. Ramon Muntaner                                                           | 42° 18′ 31″ N, 3° 00′ 29″ E / 42.308644°N,3.008036°E | IPA-39393     | Convent de Sant Bartomeu de Bell-lloc (Peralada) · Vegeu més fotos d'aquest monument · Carregueu una nova foto d'aquest monument                   |
| Mas del Sepulcre                                                       |              | Romànic XIII, XV                         | Peralada A 1 km a ponent del veïnat de les Olives                                     | 42° 19′ 08″ N, 2° 59′ 13″ E / 42.318834°N,2.986848°E | IPA-39394     | Mas del Sepulcre (Peralada) · Vegeu més fotos d'aquest monument · Carregueu una nova foto d'aquest monument                                        |
| Casa Banco Popular, Can Dalfó                                          |              | Modernisme XIX                           | Peralada Pl. del Carme, 8                                                             | 42° 18′ 28″ N, 3° 00′ 33″ E / 42.307779°N,3.009140°E | IPA-39396     | Casa Banco Popular (Peralada) · Vegeu més fotos d'aquest monument · Carregueu una nova foto d'aquest monument                                      |
| Casa al carrer Albergueries, 1                                         |              | Obra popular XVI                         | Peralada C. Albergueries, 1                                                           | 42° 18′ 30″ N, 3° 00′ 34″ E / 42.308328°N,3.009358°E | IPA-39397     | Casa al carrer Albergueries, 1 (Peralada) · Vegeu més fotos d'aquest monument · Carregueu una nova foto d'aquest monument                          |
| Casa de les Bombes, antic Hospital                                     |              | Eclecticisme XIX                         | Peralada C. Hospital, 5                                                               | 42° 18′ 32″ N, 3° 00′ 31″ E / 42.308896°N,3.008667°E | IPA-39400     | Casa de les Bombes (Peralada) · Vegeu més fotos d'aquest monument · Carregueu una nova foto d'aquest monument                                      |
| Casa al carrer Vilella, 1                                              |              | Obra popular XVI                         | Peralada C. Vilella, 1                                                                | 42° 18′ 33″ N, 3° 00′ 30″ E / 42.309112°N,3.008375°E | IPA-39401     | Casa al carrer Vilella, 1 (Peralada) · Vegeu més fotos d'aquest monument · Carregueu una nova foto d'aquest monument                               |
| Casa al carrer Vilella, 3                                              |              | Obra popular XIX Final, XVII             | Peralada C. Vilella, 3                                                                | 42° 18′ 33″ N, 3° 00′ 30″ E / 42.309143°N,3.008400°E | IPA-39402     | Casa al carrer Vilella, 3 (Peralada) · Vegeu més fotos d'aquest monument · Carregueu una nova foto d'aquest monument                               |
| Can Contestí                                                           |              | Obra popular XVII, XV                    | Peralada C. Hospital, 15                                                              | 42° 18′ 31″ N, 3° 00′ 32″ E / 42.308594°N,3.008915°E | IPA-39404     | Can Contestí (Peralada) · Vegeu més fotos d'aquest monument · Carregueu una nova foto d'aquest monument                                            |
| Casa a la plaça Gran, 13                                               |              | Obra popular XIX Final                   | Peralada Pl. Gran, 13                                                                 | 42° 18′ 29″ N, 3° 00′ 29″ E / 42.308166°N,3.008042°E | IPA-39407     | Casa a la plaça Gran, 13 (Peralada) · Vegeu més fotos d'aquest monument · Carregueu una nova foto d'aquest monument                                |
| Casa a la plaça Ramon Muntaner, 7                                      |              | Obra popular XIX, XVIII                  | Peralada Pl. Ramon Muntaner, 7                                                        | 42° 18′ 31″ N, 3° 00′ 28″ E / 42.308639°N,3.007823°E | IPA-39409     | Casa a la plaça Ramon Muntaner, 7 (Peralada) · Vegeu més fotos d'aquest monument · Carregueu una nova foto d'aquest monument                       |
| Casa Bonal                                                             |              | Obra popular XVIII                       | Peralada Pl. Ramon Muntaner, 9                                                        | 42° 18′ 31″ N, 3° 00′ 28″ E / 42.308572°N,3.007696°E | IPA-39410     | Casa Bonal (Peralada) · Vegeu més fotos d'aquest monument · Carregueu una nova foto d'aquest monument                                              |
| Mas la Cortalera                                                       |              | Obra popular XVI                         | Peralada Ctra. de Mollet a Peralada, el Mossarac                                      | 42° 20′ 01″ N, 2° 59′ 52″ E / 42.333636°N,2.997898°E | IPA-39411     | Mas la Cortalera (Peralada) · Vegeu més fotos d'aquest monument · Carregueu una nova foto d'aquest monument                                        |
| Pont del Mas d'en Cua, Pont de Sant Joan, Pont del Camp de les Forques |              | Obra popular XVI                         | Peralada Tocant el terme de Castelló d'Empúries, damunt el rec del Molí               | 42° 16′ 12″ N, 3° 04′ 19″ E / 42.270047°N,3.071972°E | IPA-39439     | Carregueu una nova foto d'aquest monument |